# Mario (歌手)
馬里歐·德沃·巴瑞特（Mario Dewar Barrett，1986年8月26日—），以其藝名Mario知名，是美國R&B歌手、作曲家、演员、模特、舞者及慈善家。他的知名歌曲包括2002年的“Just a Friend 2002”，2004年為他獲得兩項《公告牌》雜誌大獎的“Let Me Love You”，另外他還出演了電影舞出真我和《街头日记》。他共有五張專辑面世。在2000年首个10年结束之繼，《公告牌》雜誌的“十年藝人”榜单中，馬里歐位列第98名。

## 早期生活
馬里歐出生於1986年8月27日,父親 Shawntia Hardaway 母親 Derryl Barrett Sr.，他是一位名為Reformation的福音團體的歌手。馬里歐的同父異母兄弟德里爾“D.J.” Barrett Jr.，是一名專業鼓手。[4]他在馬里蘭州巴爾的摩郡的巴爾的摩和其他工人階級社區長大。[5]他與他的祖母一起生活，當他的單親母親與吸毒成癮鬥爭時，他撫養了他。[5]四歲時，馬里歐說自己想成為一名歌手。為了支持他的夢想，他的母親給他買了一台卡拉OK機。馬里歐加入了米爾福德磨坊學院的一個音樂團體，其中包括喜劇演員莫尼克的最大兒子和最好的朋友傑伊布雷諾，還有他的小妹妹謝泰勒。巴雷特學會了彈鋼琴，並將這種技巧作為他的旋律和歌曲的基礎。他在11歲時被發現並由製片人特洛伊·帕特森簽下，他在科普平州立大學的才藝表演中演唱了“I'll Make Love to You”。[5]馬里歐參加了米爾福德米爾學院直到十年級，在他十幾歲的時候，他受到了音樂老師的啟發，並在十四歲時獲得了唱片合約，與克萊夫戴維斯的J唱片簽約。[5]他的音樂影響包括Stevie Wonder，Marvin Gaye，Sam Cooke，Nat King Cole，Brian McKnight，Boyz II Men，Michael Jackson，[6] Usher和Joe。他於2001年首次推出音樂作品是Dr. Dolittle 2 的電影原聲帶。2002年他在Clive的格萊美派對上演唱了Stevie Wonder的歌曲“You and I”，並開始錄製專輯。

## 音乐作品
- “Mario”（2002）
- “Turning Point”（2004）
- “Go!”（2007）
- “D.N.A.”（2009）
- “Dancing Shadows”（2018）

## 电影出演
| 年份 | 片名             | 角色         | 注释   |
| ---- | ---------------- | ------------ | ------ |
| 2006 | 舞出真我         | Miles Darby  | 主演   |
| 2007 | 街头日记         | Andre Bryant | 主演   |
| 2007 | Uncle P          | 本人         | 小角色 |
| 2012 | Destination Fame | Wizzy        | 主演   |

## 影集出演
| Year         | Title                      | Role                        | Notes                                     |
| ------------ | -------------------------- | --------------------------- | ----------------------------------------- |
| 2003         | One on One                 | Himself                     | Episode: “The Test”                       |
| 2003         | Sabrina, the Teenage Witch | Himself                     | Episode: “What a Witch Wants“(Uncredited) |
| 2005         | All of Us                  | Himself                     | Episode: “Movin’ on Up”                   |
| 2008         | Dancing with the Stars     | Himself                     | Contestant (Eliminated 8th)               |
| 2014         | Love That Girl!            | Terrence                    | Guest role                                |
| 2018—present | Empire                     | Devon                       | Guest/Recurring role                      |
| 2019         | Rent: Live                 | Benjamin "Benny" Coffin III | Main role                                 |